# Ulcinj
Ulcinj (Montenegrijns: Улцињ; Albanees: Ulqin, bepaalde vorm Ulqini; Italiaans: Dulcigno) is een plaats en gemeente en de zuidelijkste badplaats in Montenegro. De stad ligt aan de Adriatische Zee en telt circa 20.000 inwoners, grotendeels Albanezen.
Deze plaats kenmerkt zich door zijn zandstranden en met zijn Oosterse uitstraling door onder andere de oude Turkse patriciërshuizen, moskeeën, de met mozaïeken vorstelijke burcht Ratislava en de indrukwekkende oude vestingmuren. Nabij ligt tevens het 12 km lange strand van de Montenegrijnse kust "Velika Plaža". In de omgeving ligt de rivierdelta van de Bojana (Albanees: Bunë), met onder andere watervogels, wilde paarden en wilde zwijnen

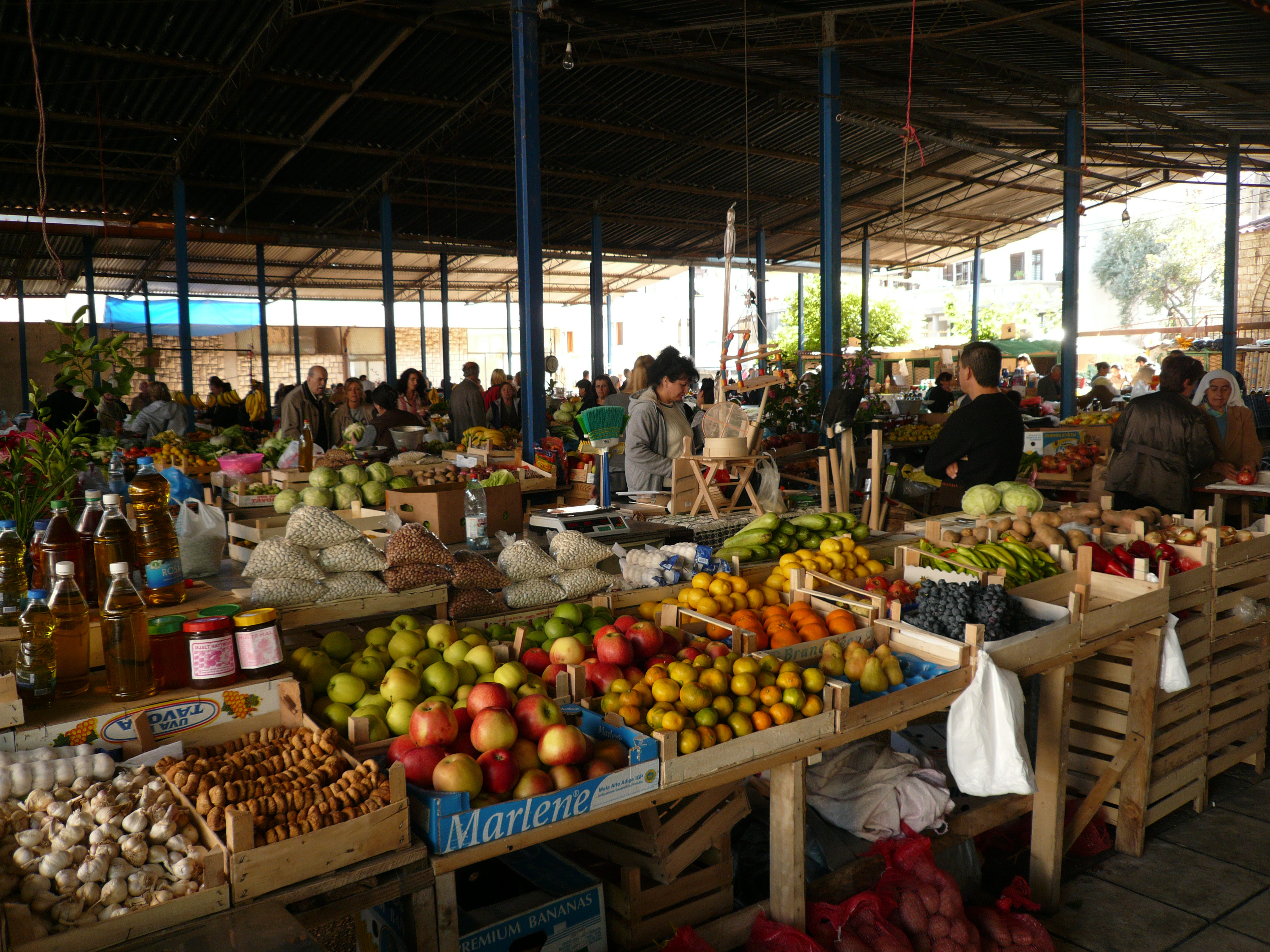
Een markt in Ulcinj

## Bevolking
Volgens de volkstelling van 2011 heeft de stad Ulcinj 10.707 inwoners. In de omliggende dorpen wonen nog eens 9.214 mensen, wat neerkomt op een bevolking van 19.921 voor de gemeente Ulcinj.
| Jaar     | 1948   | 1953   | 1961   | 1971   | 1981   | 1991   | 2003   | 2011   |
| -------- | ------ | ------ | ------ | ------ | ------ | ------ | ------ | ------ |
| Stad     | 4.385  | 4.919  | 5.705  | 7.459  | 9.140  | 11.144 | 10.828 | 10.707 |
| Gemeente | 12.861 | 14.080 | 16.213 | 18.955 | 21.576 | 24.217 | 20.290 | 19.921 |

Van de 19.921 inwoners identificeerden 14.076 (70,66%) zichzelf als etnische Albanezen, waarmee Ulcinj de grootste en de belangrijkste plaats voor de Albanezen in Montenegro is. Verder identificeerden 2.478 (12,44%) personen zichzelf als Montenegrijnen, 1.145 (5,75%) als Serviërs, 780 (3,92%) als Moslim van nationaliteit, 449 (2,25%) als Bosniakken en 232 (1,17%) ) als Roma en Balkan-Egyptenaren. Daarnaast wonen er nog andere kleinere bevolkingsgroepen in de gemeente, terwijl een deel van de respondenten geen antwoord heeft gegeven op de vraag met betrekking tot etniciteit.
Tot het begin van de 21ste eeuw leefde er ook een kleine Afro-Albanese gemeenschap; zij waren de nakomelingen van slaven die in de 18e eeuw uit Soedan en Tsjaad naar Tripoli werden gebracht, om vervolgens doorverkocht te worden in andere havens aan de overkant van de Middellandse Zee, waaronder in Ulcinj. Na de afschaffing van de slavernij was er - buiten raciale kenmerken - geen verschil met de Albanese gemeenschap: de Afro-Albanezen spraken het Albanees als moedertaal, waren moslim en droegen traditionele Albanese kleding. Door culturele assimilatie (gemengde huwelijken) is deze gemeenschap inmiddels (bijna) verdwenen - in 2013 was er slechts één persoon in Ulcinj overgebleven. De belangrijkste persoon uit deze gemeenschap was fotograaf, acteur en partizaan Rizo Šurla (1922-2003).

### Religie
De laatste volkstelling werd uitgevoerd in 2011. Van de 19.921 inwoners noemden 14.308 zichzelf moslims, oftewel 71,28% van de bevolking. De rest van de bevolking had een andere geloofsovertuiging of was niet religieus. Ulcinj heeft een hoge concentratie van moslims in Montenegro. De rest van de bevolking was Servisch-Orthodox, katholiek of had een andere religie.
| Religieuze samenstelling in 2011 | Religieuze samenstelling in 2011 | Religieuze samenstelling in 2011 | Religieuze samenstelling in 2011 | Religieuze samenstelling in 2011 |
| -------------------------------- | -------------------------------- | -------------------------------- | -------------------------------- | -------------------------------- |
|                                  |                                  |                                  |                                  |                                  |
| Servisch-Orthodoxe Kerk          | Servisch-Orthodoxe Kerk          |                                  | 14,88%                           | 14,88%                           |
| Katholieke Kerk                  | Katholieke Kerk                  |                                  | 11,02%                           | 11,02%                           |
| Islam                            | Islam                            |                                  | 71,28%                           | 71,28%                           |
| Anders/ Onbekend                 | Anders/ Onbekend                 |                                  | 2,28%                            | 2,28%                            |

## Plaatsen binnen de gemeente
De gemeente Ulcinj bestaat uit 41 nederzettingen; 53,75% van de bevolking van de gemeente Ulcinj woont in de stad Ulcinj en de overige 46,25% woont in dorpen op het platteland.
| Амбула         | Ambula          | Amull               | Albanezen      | Katholiek |
| Бијела Гора    | Bijela Gora     | Mali i Bardhë       | Albanezen      | Islam     |
| Бојке          | Bojke           | Bojka               | Albanezen      | Islam     |
| Брајша         | Brajša          | Brajsha             | Albanezen      | Islam     |
| Братица        | Bratica         | Bratica             | Albanezen      | Katholiek |
| Бриска Гора    | Briska Gora     | Mali i Brinjës      | Albanezen      | Katholiek |
| Ћуркај         | Ćurkaj          | Qyrkaj              | Albanezen      | Islam     |
| Дарза          | Darza           | Darza               | Montenegrijnen | Orthodox  |
| Доња Клезна    | Donja Klezna    | Këllezna e Poshtme  | Albanezen      | Islam     |
| Доња Растиша   | Donja Rastiša   | Rashtisha e Poshtme | Albanezen      | Islam     |
| Доњи Кравари   | Donji Kravari   | Kravar i Poshtëm    | Albanezen      | Islam     |
| Доњи Штој      | Donji Štoj      | Shtoj i Poshtëm     | Albanezen      | Islam     |
| Драгиње        | Draginje        | Dragaj              | Albanezen      | Islam     |
| Ђерање         | Đerane          | Gjerana             | Albanezen      | Islam     |
| Ђонзе          | Đonze           | Gjonza              | Albanezen      | Islam     |
| Фраскањел      | Fraskanjel      | Fraskanjell         | Albanezen      | Islam     |
| Горња Клезна   | Gornja Klezna   | Këllezna e Sipërme  | Albanezen      | Islam     |
| Горњи Штој     | Gornji Štoj     | Shtoj i Sipërm      | Albanezen      | Islam     |
| Калиман        | Kaliman         | Kaliman             | Albanezen      | Islam     |
| Кодре          | Kodre           | Kodra               | Albanezen      | Islam     |
| Колонза        | Kolonza         | Kollomza            | Albanezen      | Katholiek |
| Косићи         | Kosići          | Kosiq               | Albanezen      | Islam     |
| Краваре        | Kravare         | Kravar              | Albanezen      | Islam     |
| Круче          | Kruče           | Kërruç              | Albanezen      | Islam     |
| Круте          | Krute           | Krytha              | Albanezen      | Katholiek |
| Лесковац       | Leskovac        | Leskoc              | Bosniakken     | Islam     |
| Лисна Бори     | Lisna Bori      | Lisna Bora          | Albanezen      | Islam     |
| Међуреч        | Međureč         | Megjureç            | Albanezen      | Islam     |
| Миде           | Mide            | Milla               | Albanezen      | Islam     |
| Можура         | Možura          | Mozhur              | Albanezen      | Islam     |
| Пистула        | Pistula         | Pistull             | Albanezen      | Islam     |
| Растиша        | Rastiša         | Rashtish            | Albanezen      | Islam     |
| Реч            | Reč             | Reç                 | Albanezen      | Katholiek |
| Салч           | Salč            | Salç                | Albanezen      | Islam     |
| Селита         | Selita          | Selita              | Albanezen      | Islam     |
| Сукобина       | Sukobina        | Sukubina            | Albanezen      | Islam     |
| Сутјел         | Sutjel          | Sutjell             | Albanezen      | Katholiek |
| Свети Ђорђе    | Sveti Đorđe     | Shëngjergj          | Albanezen      | Katholiek |
| Шас            | Šas             | Shas                | Albanezen      | Islam     |
| Штодра         | Štodra          | Shtodra             | Albanezen      | Islam     |
| Улцињ          | Ulcinj          | Ulqin               | Albanezen      | Islam     |
| Улцињско Круте | Ulcinjsko Krute | Krytha e Ulqinit    | Albanezen      | Islam     |
| Владимир       | Vladimir        | Katërkolla          | Albanezen      | Islam     |
| Зенелај        | Zenelaj         | Zenelaj             | Albanezen      | Islam     |
| Зогањ          | Zoganj          | Zogaj               | Albanezen      | Islam     |

## Galerij

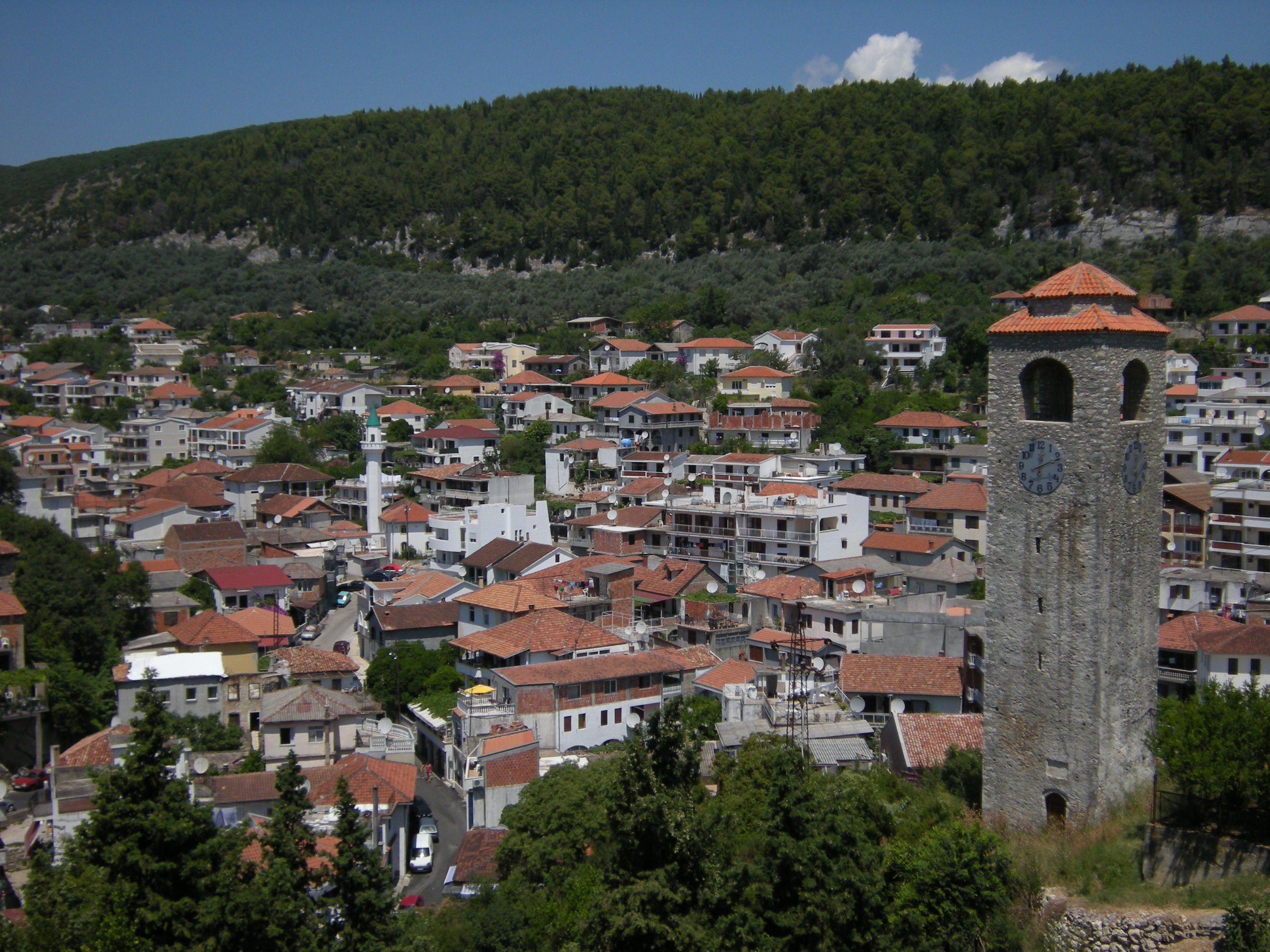
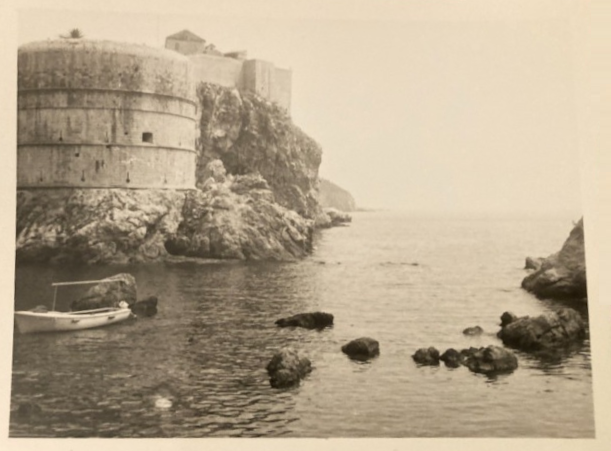
1987
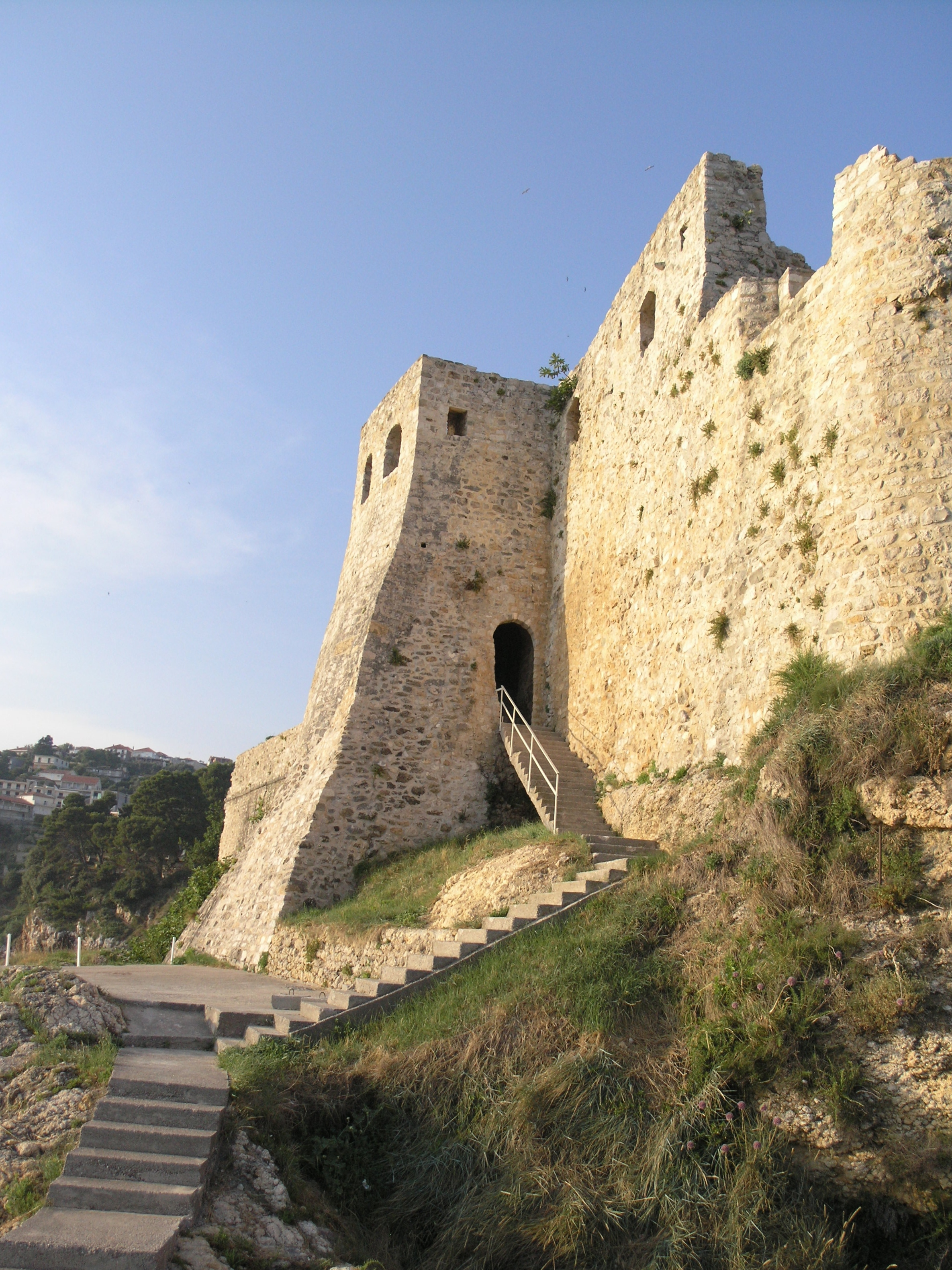
Stadsmuur
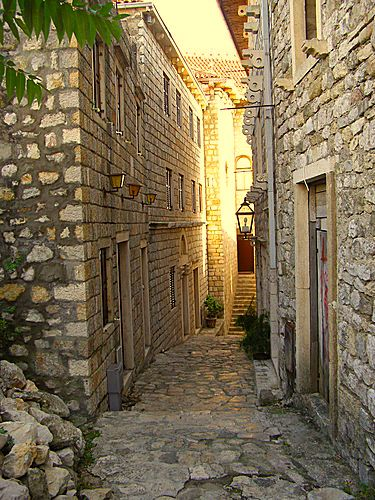
De historische binnenstad

Andrijevica · Bar · Berane · Bijelo Polje · Budva · Cetinje · Danilovgrad · Gusinje · Herceg-Novi · Kolašin · Kotor · Mojkovac · Nikšić · Petnjica · Plav · Pljevlja · Plužine · Podgorica · Rožaje · Šavnik · Tivat · Tuzi · Ulcinj · Žabljak
- Bibliothèque nationale de France: cb121430067 (data)
- Gemeinsame Normdatei: 4476971-4
- Library of Congress Control Number: n87849185
- Nationale Bibliotheek van Tsjechië: ge545945
- Nationale Bibliotheek van Israël: 987007560141805171
- Système universitaire de documentation: 135459036
- Virtual International Authority File: 136137878
- WorldCat: E39PBJvCVgvwThwRV8c8H8D6rq